# Alfonso Cano

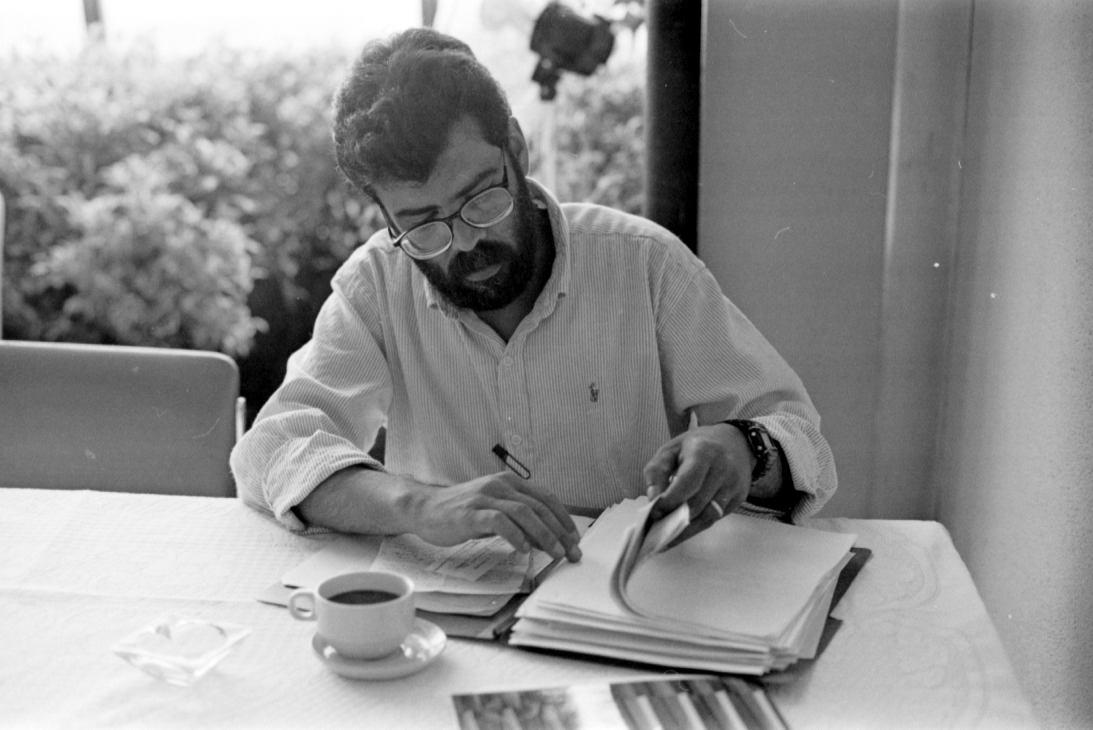
Alfonso Cano (1990)

Alfonso Cano, eigentlich Guillermo León Sáenz Vargas (* 22. Juli 1948 in Bogotá; † 4. November 2011 in Suárez) war von 2008 bis zu seinem Tod der Anführer der kolumbianischen Rebellengruppe FARC.

## Leben

### Jugend
Sáenz Vargas, alias Cano, wuchs als fünftes von sieben Kindern einer Lehrerin und eines Agraringenieurs in einer mittelständischen Familie in Kolumbiens Hauptstadt Bogotá auf. Der Besuch des Colegio Fray Cristóbal de Torres weckte sein Interesse für Politik und Geschichte. Ab 1968 studierte er an der Universidad Nacional in Bogotá zehn Semester Anthropologie.
Während seiner Studentenzeit wirkte Sáenz aktiv als Führer bei den Juventudes Comunistas (JC – Jugendliche Kommunisten), dem Jugendverband der Partido Comunista Colombiano (PCC – Kommunistische Partei Kolumbiens) mit. In den 1970er Jahren wurde Sáenz, schon damals als Sympathisant der marxistisch ausgerichteten Rebellengruppe FARC bekannt, mehrfach bei Protestaktionen von der Polizei festgenommen. Einmal verbrachte er sechs Monate im Gefängnis. Im Jahre 1981 kam es zu einer Durchsuchungsaktion seiner Wohnung, in der er zusammen mit Ehefrau und Sohn lebte. Dabei wurden 50.000, zum Teil gefälschte, US-Dollar gefunden. Sáenz wurde erneut verhaftet und verbrachte eineinhalb Jahre im Gefängnis, wo er nach einer Amnestie durch Präsident Belisario Betancur freikam.

### FARC
Kurze Zeit nach dem Gefängnisaufenthalt schloss er sich den FARC an, in deren Führungsstab er, dank seiner Nähe zum damaligen Chefideologen der FARC, Jacobo Arenas, schnell aufstieg.
Als im August 1990 Jacobo Arenas starb, trat Sáenz, inzwischen nannte er sich „Alfonso Cano“, seine Nachfolge an. Es wird angenommen, dass er bereits während der letzten Lebensjahre des betagten Manuel Marulanda faktisch auch die Rolle des Führers der FARC übernommen hatte, die nominell immer noch Marulanda einnahm. Als Marulanda dann im März 2008 starb, folgte ihm Sáenz auch offiziell als Anführer der FARC nach. Außerdem war er Führer der Movimiento Bolivariano por la Nueva Colombia (Bolivarianische Bewegung für ein Neues Kolumbien), ebenfalls ein Projekt der FARC, sowie der Partido Comunista Clandestino Colombiano (Kommunistische Partei Kolumbiens im Untergrund – PC3.11).
Wegen seines langjährigen Wirkens in einer illegalen Organisation wurde nach Cano international gefahndet. Gegen ihn liefen rund 190 Haftbefehle. So ging 2003 der Bombenanschlag auf den Club „El Nogal“ auf sein Konto. Dabei wurden 36 Menschen getötet und 158 verletzt. Im Jahr 2008 ließ er 40 Guerilleros wegen kleinerer Vergehen erschießen. Auf Grund dieser und anderer Anschuldigungen wurde Cano in Abwesenheit mehrfach zu langjährigen Freiheitsstrafen verurteilt.

### Tod
Er wurde am 4. November 2011 bei einer Operation gegen die Rebellengruppe durch kolumbianische Soldaten getötet. In einem Kommuniqué der FARC, in dem diese den Tod ihres Oberkommandierenden bestätigten, erklärte die Rebellenorganisation, dass Alfonso Cano „zu den aufrichtigsten Anhängern einer politischen und friedlichen Lösung“ des Konfliktes in Kolumbien gehörte. Als sein Nachfolger wurde am 15. November Timoleón Jiménez bekanntgegeben.